# Rezanje plavuti morskim psom
Rezanje plavuti morskim psom se nanaša na odstranitev in hrambo plavuti morskih psov, medtem ko je preostanek živega morskega psa zavržejo v morje. Morski psi, ki se vrnejo v morje brez plavuti so pogosto še vedno živi in ne morejo učinkovito plavati. Večina se jih potopi na dno oceana in poginejo zaradi zadušitve ali pa jih pojedo drugi plenilci. Odstranjevanje plavuti morksim psom na morju omogoča dobičkonosnost ribiškim plovilom in poveča število pridelanih morskih psov, saj morajo shraniti in pripeljati le plavuti, saj so le-te najbolj donosen del morskega psa . Nekatere države so prepovedale tovrstno prakso in zahtevajo, da se v pristanišče pripelje cel morski pes, preden mu odrežejo plavuti. Število teh dejanj se je povečalo leta 1997 in je močno povezano z zahtevami po plavutih za juho iz plavuti morskih psov in tradicionalnih zdravil, na Kitajskem pa zaradi napredne tehnologije ribolova in ekonomije. Mednarodna zveza za ohranjanje narave pravi, da je rezanje razširjeno in predstavlja eno najhujših groženj morskim psom.
Vrednost plavuti morskega psa je ocenjena na 540 000 000$ - 1.2 bilijona $. Plavuti so najdražja hrana, za kilogram odštejejo 400$. V ZDA je rezanje plavuti prepovedano. Ulov leta 2012 je bil 100 000 000$.